# Појнт Макензи (Аљаска)
Појнт Макензи (енгл. Point MacKenzie) насељено је место без административног статуса у америчкој савезној држави Аљаска.

## Демографија
По попису из 2010. године број становника је 529, што је 418 (376,6%) становника више него 2000. године.
| Група             | 2000.       | 2010.       |
| Белци             | 102 (91,9%) | 347 (65,6%) |
| Афроамериканци    | 1 (0,9%)    | 24 (4,5%)   |
| Азијати           | 2 (1,8%)    | 3 (0,6%)    |
| Хиспаноамериканци | 0 (0,0%)    | 17 (3,2%)   |
| Укупно            | 111         | 529         |